# Grand Ducal Golf Club
De Grand Ducal Golf Club in Senningerberg is de oudste golfclub in Luxemburg. De club werd in 1934 opgericht en in 1936 geopend. Het golfterrein ligt tussen de A1 autosnelweg en de Luchthaven Luxemburg-Findel.

## Geschiedenis
Groothertogin Charlotte stond een deel van de kroondomeinen af om een golfbaan aan te leggen, en de kroondomeinen hielden een groot deel van de aandelen van de club in handen. Andere aandeelhouder was onder meer Felix van Luxemburg, die honorair voorzitter werd.
In 1937 werd de Europese Golf Associatie (EGA) op Grand Ducal opgericht. Het hoofdkantoor is tegenwoordig in Epalinges bij Lausanne.
In februari 1942 moest de club van de Duitse bezetters haar activiteiten stoppen, maar in juli 1944 kon er weer gespeeld worden. 
Tussen 1991 en 1993 werden vijf nieuwe golfclubs in Luxemburg geopend en leek er een opleving in de golfsport te komen. Grand Ducal legde in 1994 een zestal oefenholes aan. In Luxemburg zijn nog steeds maar 4000 geregistreerde golfers.

## De baan
De golfbaan werd aangelegd door majoor J C Symonds, die geïnspireerd werd door de ontwerpen van Tom Simpson, die in 1920 Ravestein had veranderd maar geen tijd had voor dit project. De 18-holes baan heeft par 71.
Het landschap heeft prachtige soms eeuwenoude bomen.